# Sistema de ligas de fútbol de Nueva Zelanda
El sistema de ligas de fútbol de Nueva Zelanda es un sistema de ligas interconectadas a nivel nacional y regional. Desde la temporada 2021 existe una categoría nacional, la Liga Nacional de Nueva Zelanda, cuyos participantes se clasifican a través de tres ligas regionales. La temporada se desarrolla generalmente entre los meses de marzo y diciembre, aunque puede variar por ajustes del calendario. El sistema está organizado por la Asociación de Fútbol de Nueva Zelanda y sus distintas federaciones territoriales. 

## Sistema de ligas masculinas
El sistema actual comenzó en la temporada 2021, se disputa en los meses de verano y está organizado por la Asociación de Fútbol de Nueva Zelanda. La categoría nacional, conocida como Liga Nacional de Nueva Zelanda, tiene carácter semiprofesional y está formada por equipos que se clasifican a través de tres ligas regionales: Norte (área de Auckland), Central (área de Wellington) y Sur (Isla Sur). A su vez, las categorías regionales están conectadas entre sí mediante un sistema de ascensos y descensos.
Igual que sucede en otros deportes, el fútbol profesional neozelandés está representado en la liga australiana (A-League) a través de una franquicia, Wellington Phoenix Football Club. Este equipo participa también en la liga neozelandesa a través de su filial, el Wellington Phoenix Reserves.
El fútbol neozelandés ha tenido distintos modelos a lo largo de su historia. Debido a que Nueva Zelanda es un país insular, durante décadas solo hubo ligas regionales y el único torneo nacional fue la Copa Chatham. Entre 1970 y 1992 se puso en marcha la Liga Nacional de Fútbol, el primer intento por consolidar un torneo profesional. Este modelo cambió en los años 1990 por ligas regionales con clasificación para una final nacional. En 2004 comenzó a celebrarse el primer torneo semiprofesional, el Campeonato de Fútbol de Nueva Zelanda, bajo un modelo cerrado de franquicias deportivas similar al de la liga australiana. Sin embargo, el sistema no pudo mantenerse por razones económicas y en 2021 fue reemplazado por el actual.
| Nivel | Estatus         | Categoría | Organizador                           |
| ----- | --------------- | --- | ------------------------------------- |
| 1     | Semiprofesional | Liga Nacional (New Zealand National League) 10 equipos, clasificados a través de las ligas regionales                                                                                 | Asociación de Fútbol de Nueva Zelanda |
| 2     | Semiprofesional | Liga Norte (Northern League) 12 equipos del área de influencia de Auckland; cuatro clasificados y dos descensos                                                                       | Asociación de Fútbol de Nueva Zelanda |
| 2     | Semiprofesional | Liga Central (Central League) 10 equipos del área de influencia de Wellington; tres clasificados y un descenso. (Wellington Phoenix Reserves tiene plaza directa en la Liga Nacional) | Asociación de Fútbol de Nueva Zelanda |
| 2     | Semiprofesional | Liga Sur (Southern League) 10 equipos de la Isla Sur; dos clasificados y un descenso.                                                                                                 | Asociación de Fútbol de Nueva Zelanda |
| 3     | Amateur         | Categorías regionales Cinco divisiones regionales, con sus diversas categorías territoriales; tres en la Isla Norte y dos en la Isla Sur.                                             | Federaciones territoriales            |
| 4     | Amateur         | Categorías regionales Trece divisiones regionales, con sus diversas categorías territoriales;siete en la Isla Norte y seis en la Isla Sur.                                            | Federaciones territoriales            |
| 5-14  | Amateur         | Categorías regionales | Federaciones territoriales            |

## Sistema de ligas femeninas
La actual liga femenina comenzó en la temporada 2021 y sigue un modelo similar al de la contraparte masculina: los equipos se clasifican a través de ligas regionales. Al tratarse de un campeonato amateur, algunos clubes están formados por asociaciones de entidades menores y otros son selecciones representativas de las federaciones territoriales.
| Nivel | Estatus | Categoría | Organizador                                                        |
| ----- | ------- | --- | ------------------------------------------------------------------ |
| 1     | Amateur | Liga Nacional (New Zealand National League) 8 equipos, clasificados a través de las ligas regionales.        | Asociación de Fútbol de Nueva Zelanda y Federaciones territoriales |
| 2     | Amateur | NRFL Women's Premier League 8 equipos del área de influencia de Auckland; cuatro clasificados y un descenso. | Asociación de Fútbol de Nueva Zelanda y Federaciones territoriales |
| 2     | Amateur | Capital W-League 7 equipos del área de influencia de Wellington.                                             | Asociación de Fútbol de Nueva Zelanda y Federaciones territoriales |
| 2     | Amateur | Mainland Women's Premier League 4 equipos del norte de la Isla Sur.                                          | Asociación de Fútbol de Nueva Zelanda y Federaciones territoriales |
| 2     | Amateur | Women's Southern Premier League 7 equipos del sur de la Isla Sur.                                            | Asociación de Fútbol de Nueva Zelanda y Federaciones territoriales |
| 3-8   | Amateur | Categorías regionales                                                                                        | Asociación de Fútbol de Nueva Zelanda y Federaciones territoriales |

## Copas
A su vez, la categoría en la que juega un equipo afecta su participación en ciertas copas:
- Liga de Campeones de la OFC: Nivel 1, solo dos equipos.
- Copa Chatham: Niveles 2-4 y los equipos que no participan en ninguna liga.
- Donald Greay Memorial Cup: Nivel 2, solo la FootballSouth Premier League y otros equipos de la región de Southland.
- Enlish Cup: Nivel 2, solo la Mainland Premier League y otros equipos de la zona.

- Datos: Q107366475

1. ↑  Voerman, Andrew (1 de diciembre de 2020). «NZ Football changes national league formats; pledges crackdown on player payments». Stuff (en inglés). Consultado el 5 de abril de 2023.
2. 1 2  «New Zealand Football prioritises youth and sustainability with new national league competitions structure». Asociación de Fútbol de Nueva Zelanda (en inglés). Consultado el 5 de abril de 2023.